# Encentrum arenarium
Encentrum arenarium är en hjuldjursart som beskrevs av Althaus 1957. Encentrum arenarium ingår i släktet Encentrum och familjen Dicranophoridae. Inga underarter finns listade i Catalogue of Life.